# ميشيل غولدبرغ
ميشيل غولدبرغ (بالإنجليزية: Michelle Goldberg) هي صحفية أمريكية، ولدت في 1975 في بوفالو في الولايات المتحدة.

## وصلات خارجية
- الموقع الرسمي